# Carrabba
Carrabba è una frazione del comune di Mascali, nella Città metropolitana di Catania.

## Storia
Il toponimo ha origini antiche, forse greche: la parola καράβιον (caràbion) in greco significa "imbarcazione".  La località si trova nei pressi dell'ormai scomparso lago di Mascali, ed è probabile che durante l'età bizantina nelle sue vicinanze sorgessero alcuni cantieri navali.
Nei primi del '900, Carrabba fu sede di alcuni stabilimenti industriali, di cui sono ancora oggi visibili le ciminiere. Per la vicinanza alla ferrovia statale venne qui costruita una prima stazione di Mascali.
Carrabba venne in parte distrutta dall'eruzione del 1928 che seppellì Mascali.
Il paese è oggi unito al centro della nuova Mascali dalla Strada statale 114 Orientale Sicula e ne costituisce una periferia, ingrandita grazie all'incremento demografico e alle nuove abitazioni costruite.

## Monumenti e luoghi d'interesse

### Architetture religiose

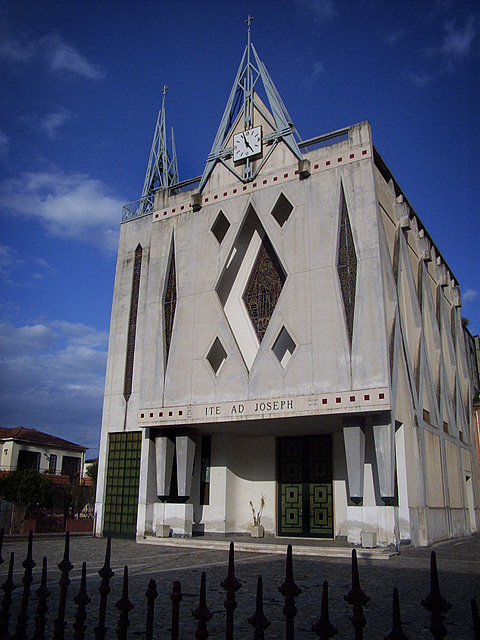
Chiesa di San Giuseppe.

- Chiesa di san Giuseppe, con prospetto moderno.